# Judy Martz

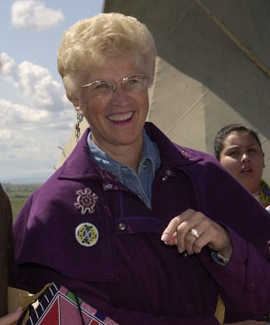
Judy Martz (Juni 2003)

Judy Martz, geborene Judy Morstein, (* 28. Juli 1943 in Big Timber, Montana; † 30. Oktober 2017 in Butte, Montana) war eine US-amerikanische Eisschnellläuferin und Politikerin (Republikanische Partei). Sie war vom 2. Januar 2001 bis zum 3. Januar 2005 Gouverneurin des Bundesstaates Montana.

## Frühe Jahre und sportliche Laufbahn
Judy Morstein besuchte bis 1961 die Butte High School. In dieser Zeit war sie sportlich als Eisschnellläuferin aktiv. Sie war 1963 Mitglied der amerikanischen Mannschaft bei den Weltmeisterschaften in Karuizawa und gehörte 1964 der Olympiamannschaft bei den Winterspielen in Innsbruck an. Im Wettbewerb über 1500 Meter belegte sie den 15. Platz. Nach ihrer Heirat im Jahr 1965 betrieb sie zusammen mit ihrem Mann eine Müllabfuhrfirma. Das Paar hat zwei Kinder.

## Politischer Aufstieg
Zwischen 1989 und 1995 arbeitete sie im Stab des US-Senators Conrad Burns. Gleichzeitig war sie Leiterin der Handelskammer von Butte. Dadurch wurde sie mit den wirtschaftlichen Verhältnissen in Montana und der Vereinigten Staaten vertraut. Im Jahr 1996 wurde sie zur Vizegouverneurin ihres Staates gewählt. Damit war sie Stellvertreterin von Gouverneur Marc Racicot. Bei den Wahlen des Jahres 2000 konnte sich Martz mit 51 % der Stimmen gegen ihren demokratischen Konkurrenten Mark O’Keefe, der 47 % der Stimmen erhielt, durchsetzen. Sie wurde 2001 als erster weiblicher Gouverneur von Montana vereidigt.

## Gouverneurin von Montana
Judy Martz trat ihre vierjährige Amtszeit am 1. Januar 2001 an. Eines ihrer Ziele war die Schaffung von qualifizierten und gut bezahlten Arbeitsplätzen. Sie setzte sich für eine Steuerreform ein und förderte die Schulpolitik. Ein anderes Ziel war die wirtschaftliche Weiterentwicklung Montanas. Zu diesem Zweck wurde im Jahr 2001 eine eigene Regierungskommission gegründet. Aufgabe dieser Einrichtung war es unter anderem, Firmen nach Montana zu locken, um dort zu investieren. In ihrer Amtszeit gab es auch Schattenseiten, die zu einem Popularitätsverlust führten. Shane Hedges, einer ihrer Berater, verursachte einen Unfall unter Alkoholeinfluss. Dabei wurde Paul Sliter, ein Abgeordneter im Repräsentantenhaus von Montana, getötet. Ausgerechnet im Haus der Gouverneurin hat Hedges dann seine Kleidung gewaschen. Er trat dann aber sofort zurück und bekannte sich schuldig. Gouverneurin Martz wurde auch mit einem fragwürdigen Immobiliengeschäft in Verbindung gebracht. Nach einer Prüfung durch einen Ausschuss wurde sie aber von dem Verdacht freigesprochen.
2004 machte sie in verschiedenen Bundesstaaten Wahlkampf für die Wiederwahl von Präsident George W. Bush. Im selben Jahr verzichtete sie auf eine erneute Kandidatur für das Gouverneursamt.